# Loyens & Loeff
Loyens & Loeff N.V. is een advocatenkantoor met hoofdkantoor in Rotterdam. Het heeft kantoren in de Benelux, Zwitserland (thuismarkten) en in grote internationale financiële centra. Het bedrijf heeft ongeveer 1.500 werknemers, waaronder meer dan 900 belasting- en juridische adviseurs. 

## Geschiedenis
Loyens & Loeff N.V. werd op 1 januari 2000 opgericht uit een fusie tussen het fiscale kantoor Loyens & Volkmaars en het advocaten- en notarissenkantoor Loeff Claeys Verbeke. Aan deze fusie was een lange reeks andere fusies voorafgegaan. Zo was Loeff Claeys Verbeke ontstaan door het samenvoegen van het Nederlandse kantoor Loeff & Van der Ploeg en het Belgische Braun Claeys Verbeke en Sorel.